# Schlossruine Kronoberg

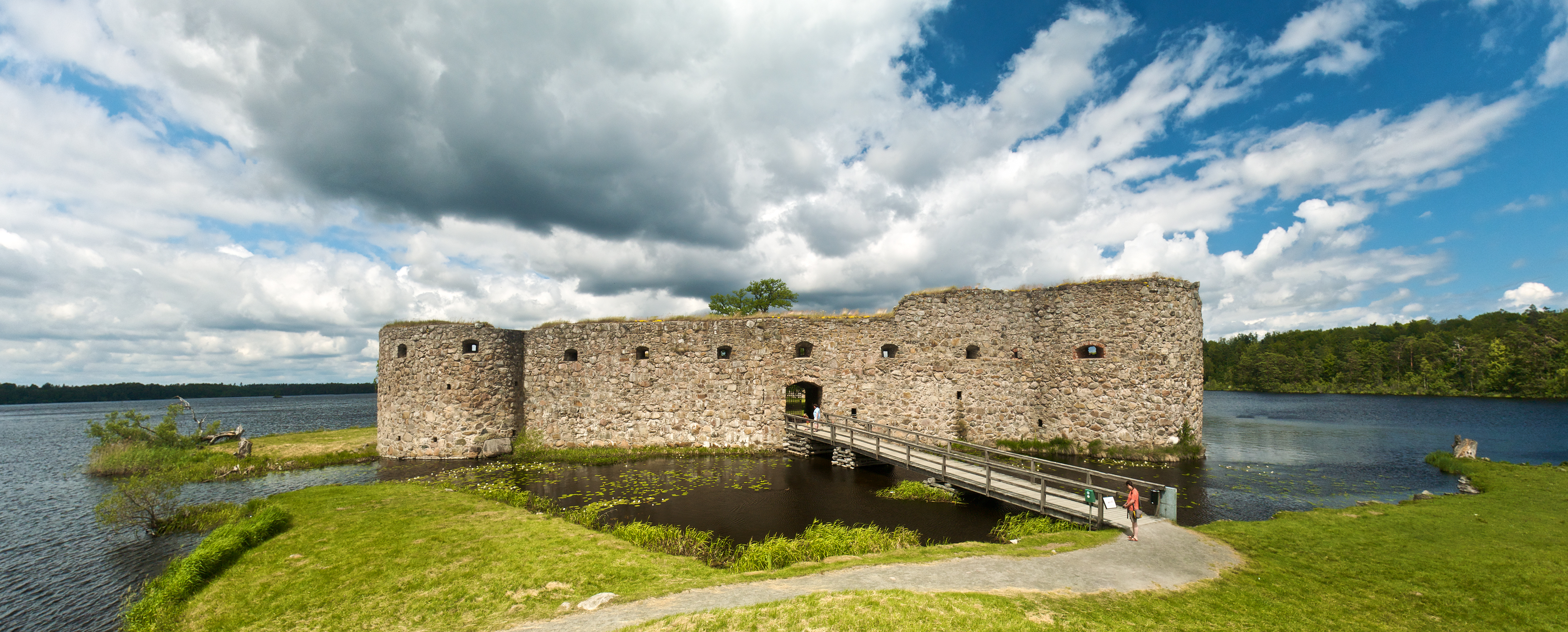
Frontalansicht der Schlossruine Kronoberg (2010)

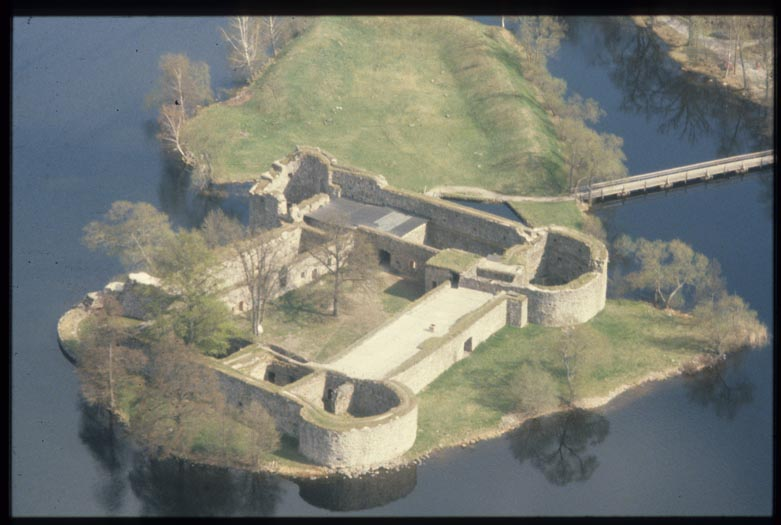
Aufnahme aus der Vogelperspektive (zwischen 1976 und 1992)

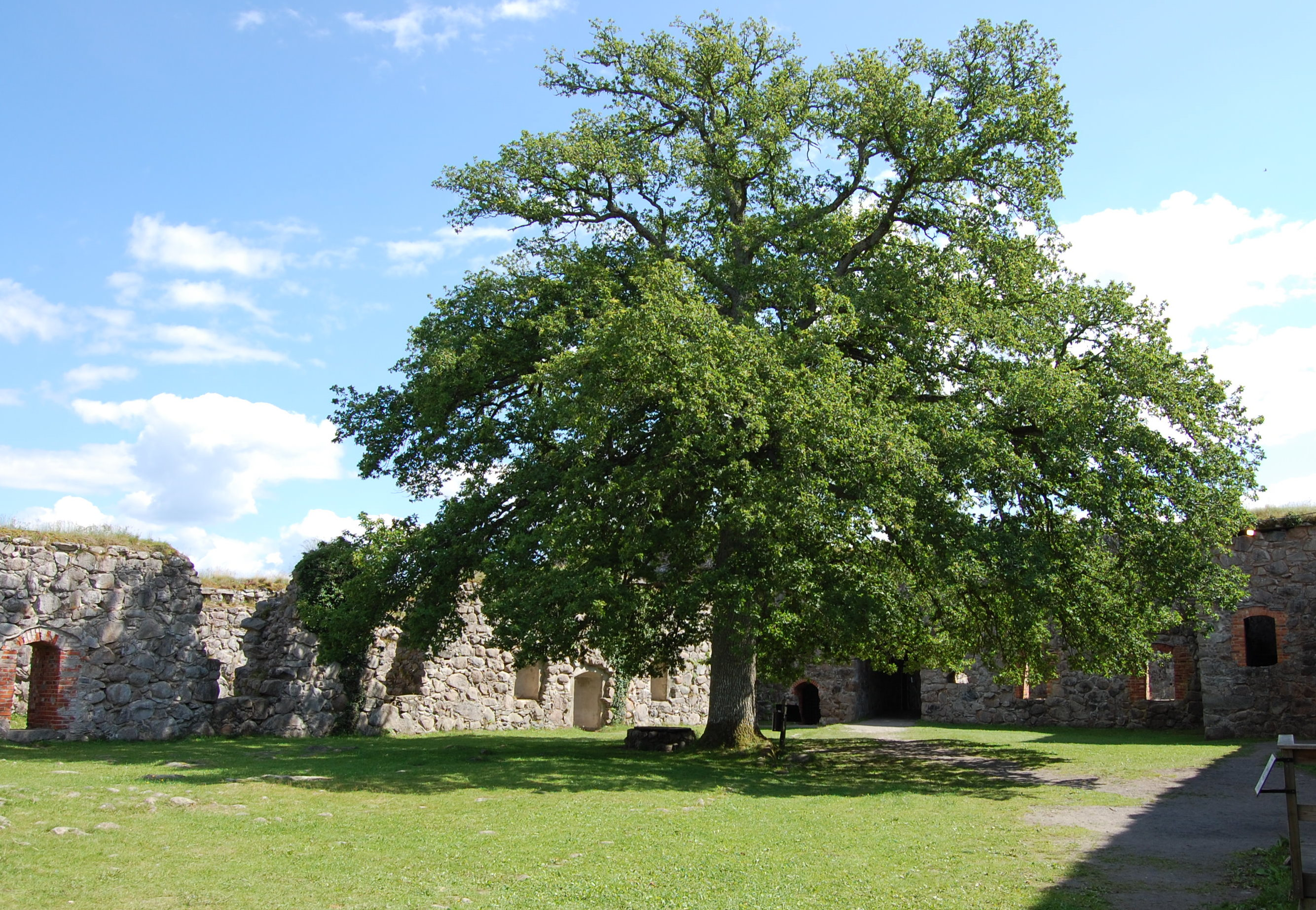
Innenhof (2011)

Die Schlossruine Kronoberg (schwedisch: Kronobergs slottsruin) ist die Ruine eines ehemaligen Bischofssitzes im schwedischen Bezirk Kronobergs län in der Region Småland.

## Lage
Die Ruine liegt etwa fünf Kilometer nördlich der Bezirkshauptstadt Växjö auf einer Insel nahe dem Ufer des Helgasjön.

## Geschichte
Ab 1444 wurde das Schloss vom Växjöer Bischof Lars Mikaelsson als Sitz und Zufluchtsort des Bischofs von Växjö erbaut. Die Anlage verfügte als wichtigstes Verteidigungsmittel über einen großen steinernen Turm. 1542 war die Festung der Schauplatz eines Konflikts zwischen den Truppen von Gustav Wasa und einer Bauernarmee unter der Führung von Nils Dacke, welche sich in der Anlage verschanzt hatte. Die Bauern der damals von Schweden unabhängigen Region Småland rebellierten gegen das Handelsembargo gegenüber Dänemark, zu dessen Einhaltung sie der schwedische König Gustav Wasa zwingen wollte. Nach dem Sieg der königlichen Armee Schwedens wurde die damalige Burg vom König bis 1560 ausgebaut. Die Bauten an der Ost- und Westseite wurden zweigeschossig ausgeführt. Im Untergeschoss des Westflügels befand sich der Burgsaal. Herrensaal und königliches Gemach waren im Obergeschoss untergebracht. Der Speicher war im Ostflügel. Über dem auf der Südseite gelegenen Zugang zur Burg entstand ein großer Portalturm. Während des Krieges von 1563 bis 1570 war die Anlage von großer militärischer Bedeutung. So nutzte Erik XIV. im Winter 1568 die Burg als Stützpunkt, während er einen Angriff auf das nördliche Skåne zurückschlug. 1570 erfolgte eine Belagerung durch dänische Truppen.
Johann III. ließ die Anlage um 1580 weiter ausbauen. Alle Flügel waren nun zweigeschossig. Bis auf den oberen Teil des Ostflügels, der in Fachwerkbauweise errichtet wurde, waren alle Gebäude aus Stein gemauert. An den Ecken befanden sich Rundtürme, drei davon erhielten ein Dach. Der nordöstliche, der sogenannte Kokehusrondellen, blieb jedoch ohne Dach. Die Burg verfügte über 50 Kanonen. West- und Nordflügel wurden bewohnt, im Ostflügel waren die Küche und die Vorräte untergebracht. Burgvogt und Wachmannschaften hausten im Südflügel.
Auf der unmittelbar benachbarten Insel Stallholmen befanden sich Stallgebäude und Gesindeunterkünfte.
Nach dem Frieden von Roskilde und dem Anschluss der Region an das schwedische Königreich verlor die Burg ihre strategische Bedeutung und verfiel. Bereits Ende des 17. Jahrhunderts war die Anlage eine Ruine.

## Tourismus
Heute ist die Ruine eine der bekanntesten Sehenswürdigkeiten im Umland der Stadt Växjö. In ihrer Nähe werden Gastronomie und Fahrten mit dem Dampfschiff Thor auf dem Helgasjön angeboten. Seit 2023 kann Kronoberg allerdings nur noch von außen besichtigt und nicht mehr betreten werden, dies aufgrund des schlechten Zustands der Ruine.

## Hier geboren
- Göran Nilsson Gyllenstierna (1575–1618), ein schwedischer Reichsadmiral